# Ane Hoel
Ane Hoel, född den 15 januari 1945 i Ringsaker, är en norsk skådespelerska.
Hoel debuterade 1970 som Annika i Mats Ødeens Piken i kulturhuset på Nationaltheatret. Hon var anställd på teatern till 1976, då hon blev frilans. Hon har spelat Ibsen-roller som Dina Dorf i Samhällets stöttepelare och Thea Elvsted i Hedda Gabler; vidare spelade hon med kraft och inlevelse Jenny i Farmen av David Storey, en skämtsam och svartsjuk Helena i En midsommarnattsdröm och den ensamma Gry i Bjørg Viks To akter for fem kvinner. Hoel har också spelat soloföreställningen Dikt og fortellinger av Alf Prøysen (1978) i tv. På 1990-talet turnerade hon med Prøysen-föreställningar för Hedmark Teater.
Hon gav 1984 ut boken Ensomme Nicaragua och 1986 en skiva med texter av Ernesto Cardenal.